# Siem de Jong
Siem Stefan de Jong (Aigle (Zwitserland), 28 januari 1989) is een in Zwitserland geboren Nederlands voormalig betaald voetballer die doorgaans als aanvallende middenvelder of spits speelde. De Jong speelde tussen 2007 en 2014 meer dan 150 wedstrijden voor AFC Ajax. De Jong debuteerde in augustus 2010 in het Nederlands voetbalelftal. Zijn jongere broer Luuk de Jong is ook profvoetballer. De Jong tekende in juni 2022 een contract voor één seizoen bij De Graafschap.

## Clubcarrière

### Jeugd
De Jong werd geboren in Zwitserland. Zijn ouders George de Jong en Loekie Raterink waren beiden volleybalinternational en als profsporter actief in dat land. Het gezin keerde na de geboorte van zijn broertje Luuk terug naar Nederland en vestigde zich in Doetinchem. De Jong begon met voetballen bij DZC '68. Daar werd hij op 12-jarige leeftijd gescout door De Graafschap. Hij ging naar het Rietveld Lyceum, waar ook Guus Hiddink, Paul Bosvelt en Klaas-Jan Huntelaar op hadden gezeten. Hij behaalde zijn vwo-diploma en dacht erover om economie te gaan studeren. In 2005 verhuisde hij naar de jeugd van AFC Ajax. Hij nam deel aan de introductie van de studie Economie en Bedrijfskunde aan de Universiteit van Amsterdam, maar nadat de hoofdmacht van Ajax steeds vaker een beroep op hem begon te doen besloot hij zijn studie uit te stellen en zich volledig op het voetballen te richten.

### Ajax

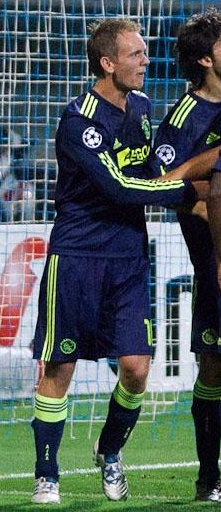
De Jong voor Ajax

De Jong speelde toen hij 18 was onder toenmalig coach Henk ten Cate zijn eerste wedstrijd. Toen hij 19 werd verlengde hij zijn contract tot juni 2013.
In het seizoen 2007/08 zat De Jong tijdens de wedstrijd Ajax tegen Dinamo Zagreb in de UEFA Cup voor het eerst bij de wedstrijdselectie, maar kwam niet tot spelen en zat de hele wedstrijd op de reservebank. Op 26 september 2007 maakte De Jong zijn debuut in de wedstrijd Kozakken Boys-Ajax (1-2 na verlenging). Hij kwam in de 80ste minuut het veld in na een wissel met Jan Vertonghen. In zijn eerste wedstrijd in de Eredivisie scoorde hij meteen. In blessuretijd scoorde hij de 2-2. Zijn tweede goal van het seizoen was ook van veel belang, toen hij in "De klassieker" scoorde. Deze wedstrijd eindigde ook in 2-2. In 2007/08 was hij de enige speler voor Ajax onder twintig jaar die meer dan twintig wedstrijden speelde. In de wedstrijd tegen Willem II liep hij een beenblessure op. Hierdoor miste hij veel wedstrijden. De Jong kon alle wedstrijden van 16 maart tot begin april 2008 alleen toekijken. In april kon hij weer spelen, maar was hij niet helemaal fit. Tegen De Graafschap speelde hij 10 minuten. De Jong speelde in dat seizoen 26 wedstrijden voor Ajax. Hij scoorde twee keer. Hij speelde met het rugnummer 38.
De Jong bleef bij Ajax in het volgende seizoen, seizoen 2008-2009. Hij kreeg een ander rugnummer, 22. Hij had niet het volle vertrouwen van nieuwe coach Marco van Basten. Gedurende het seizoen kreeg hij dat steeds meer. In het begin speelde hij zeven vriendschappelijke wedstrijden en scoorde een keer: tegen Germanicus (7-0 winst). Hij speelde niet de eerste competitiewedstrijden. Later begon hij meer te spelen. Hij speelde zijn eerste wedstrijd van het seizoen tegen N.E.C.. Daarna stond hij in de basis tegen Heracles Almelo en FC Twente. In de wedstrijd tegen FC Twente scoorde hij de 0-1.
Ook in het seizoen 2009/10 bleef De Jong bij Ajax. Inmiddels speelde hij vijf wedstrijden in de competitie. Hierin scoorde hij eenmaal, tegen ADO Den Haag (3-0). In de Europa League scoorde hij eenmaal in vier wedstrijden, tegen Slovan Bratislava (1-2). Na de winterstop speelde hij steeds meer en brak hij door. Met De Jong in de basis zette Ajax in de tweede helft van de reguliere competitie een indrukwekkende reeks met 14 overwinningen op rij neer. Hierin had hij een belangrijk aandeel door onder andere acht keer te scoren. Ondanks deze reeks kon Siem de Jong Ajax niet aan het kampioenschap helpen, doordat FC Twente met een punt meer koploper bleef. Ook was De Jong belangrijk in de dubbele bekerfinale tegen Feyenoord door het maken van vier doelpunten. Deze finale werd wel gewonnen, waardoor De Jong zijn eerste grote prijs op zijn palmares kon bijschrijven.
Gedurende het seizoen 2010-2011 werd De Jong verrast door een plotselinge rol als spits. Als harde werker en aanspeelpunt voorin werd De Jong gebruikt in een aantal wedstrijden, tot aan de terugkeer van Mounir El Hamdaoui. Siem de Jong speelde op 8 mei 2011 de KNVB bekerfinale tegen FC Twente, tegen zijn broer Luuk de Jong. Deze finale werd door FC Twente gewonnen, na een 0-2-voorsprong gaf Ajax deze uit handen, het werd uiteindelijk 3-2 voor FC Twente. Een week later, op 15 mei 2011 ontmoetten de broers elkaar voor de laatste competitiewedstrijd, tevens de onderlinge beslissing van het seizoen. Deze werd gewonnen door Ajax waarin Siem een beslissende rol had, hij maakte twee doelpunten. De einduitslag was een 3-1 winst voor Ajax waarmee zij voor de 30e keer kampioen werden. Na afloop van het seizoen 2010/11 verlengde De Jong zijn contract met twee jaar tot 30 juni 2015.
In het seizoen 2011/12 was hij een vaste waarde in het elftal van Frank de Boer. Hij had in het eerste seizoenshelft wel aan het eind een korte blessure en maakte pas in het tweede seizoenshelft zijn rentree bij Ajax. Kort daarna op 29 januari 2012 speelde hij zijn 100ste competitie wedstrijd voor Ajax en kwam daarmee in de Club van 100 van Ajax. Deze wedstrijd speelde hij de volle 90 minuten maar er werd wel verloren van Feyenoord met 4-2.
Voor aanvang van het seizoen 2012/13 volgde De Jong de naar Tottenham Hotspur vertrokken Jan Vertonghen op als aanvoerder van Ajax. De Jong scoorde onder andere driemaal in de UEFA Champions League. Op 9 maart 2013 in de thuiswedstrijd tegen PEC Zwolle werd Siem de Jong in de 86ste minuut gewisseld, dit was voor De Jong de eerste keer sinds 18 december 2011 (ADO thuis) dat hij minuten miste in een wedstrijd in de Eredivisie. Door zijn twee doelpunten tegen AZ op 17 maart 2013, waardoor zijn totaal in 2012/13 op 11 competitiedoelpunten staat, werd Siem de Jong de eerste Ajax-spits in 20 jaar die vier seizoenen op rij minstens tien doelpunten maakt. Zijn voorganger was Stefan Pettersson. In de derde kampioenswedstrijd op rij wist Siem de Jong opnieuw te scoren, net als in de twee voorgaande jaren. In de met 5-0 gewonnen wedstrijd tegen Willem II scoorde hij zijn 50e competitiedoelpunt voor Ajax en de 32e landstitel was een feit. Bij Ajax speelde Siem de Jong samen met Daley Blind de meeste competitiewedstrijden in het seizoen 2012/13; beide kwamen in alle 34 wedstrijden in de Eredivisie in actie.
Op 19 juli 2013 na de oefenwedstrijd in Meppen tegen Werder Bremen (3-2 winst) maakte Siem de Jong bekend dat hij zich volledig zou gaan focussen op Ajax waarmee een transfer dus van de baan leek te zijn. Op 27 juli 2013 was Siem de Jong matchwinner, hij scoorde in de verlenging de 3-2 voor Ajax in de wedstrijd om de Johan Cruijff Schaal. Op 2 augustus 2013 speelde Siem de Jong zijn 150e competitiewedstrijd in dienst van Ajax thuis tegen Roda JC op speelronde 1, de Jong scoorde zelf de 2-0 in de met 3-0 gewonnen wedstrijd. Op 12 augustus 2013 maakte Ajax bekend dat Siem de Jong ongeveer zes weken uit de roulatie zal zijn door een klaplong. Een maand later, op 14 september 2013, maakte Siem de Jong zijn rentree voor Ajax in de thuiswedstrijd tegen PEC Zwolle die met 2-1 werd gewonnen kwam hij in de 63e minuut in de ploeg voor Danny Hoesen. In de Champions League wedstrijd tegen FC Barcelona op 18 september 2013 speelde Siem de Jong 60 minuten. Eén dag voor de competitiekraker Ajax-PSV op 19 januari, raakte Siem de Jong opnieuw geblesseerd aan een spier in zijn rechterbovenbeen. Hij maakte 2 weken later, op 3 februari tegen FC Utrecht weer zijn rentree. Deze wedstrijd eindigde in 1-1.

### Newcastle United

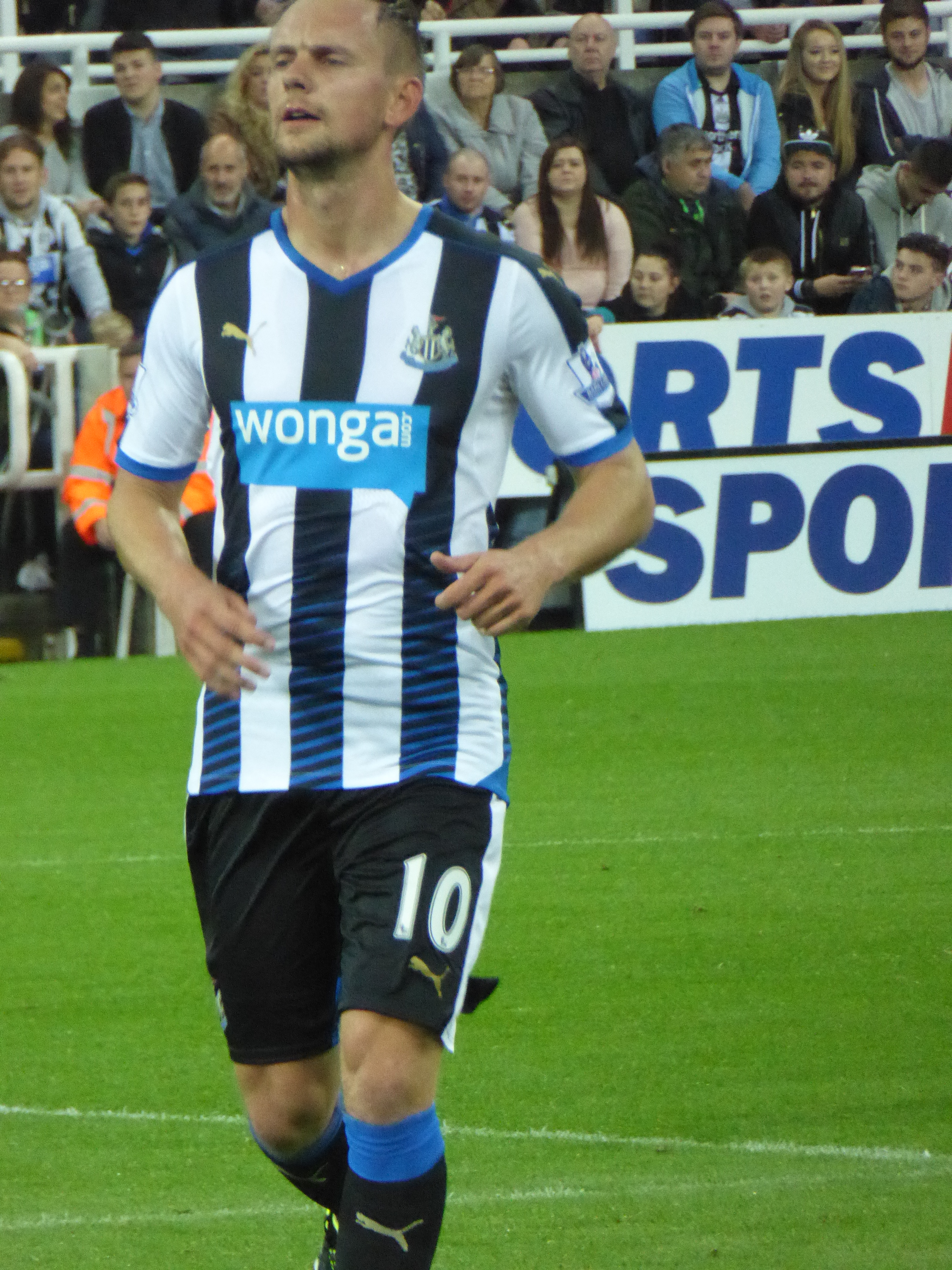
De Jong bij Newcastle United

Op 1 juli 2014 werd bekendgemaakt dat Siem de Jong het trainingskamp van Ajax in Oostenrijk had verlaten om een medische keuring te ondergaan bij Newcastle United. De Jong tekende bij Newcastle United een zesjarig contract. Het voorgaande halfjaar werd Luuk de Jong, het jongere broertje van Siem, al door Newcastle United gehuurd. Luuk de Jong kreeg echter geen contract bij Newcastle en keerde terug naar Borussia Mönchengladbach. Bij Newcastle werd De Jong herenigd met oud-ploeggenoot Vurnon Anita, met wie hij al eerder speelde bij Ajax. Manager Alan Pardew benoemde De Jong op 13 juli 2014 tot reserve-aanvoerder, samen met Cheick Tioté, achter aanvoerder Fabricio Coloccini.
Op 15 juli 2014 maakte De Jong zijn officieuze debuut voor Newcastle, in een vriendschappelijke wedstrijd uit bij Oldham Athletic die met 2-1 werd verloren. De Jong was aanvoerder van de ploeg en scoorde in de 14e minuut zijn eerste officieuze doelpunt voor Newcastle. De Jong maakte op 23 augustus 2014 zijn officiële debuut voor Newcastle in de Premier League. Uit bij Aston Villa werd het 0-0. De Jong verving in de 70e minuut Anita. Begin september liep De Jong op de training een scheurtje op in de pees van zijn dijbeen. Deze blessure zorgde ervoor dat hij in het restant van 2014 niet meer in actie zou komen. Toen De Jong nagenoeg hersteld was van zijn dijbeenblessure kreeg hij begin februari 2015 opnieuw te maken met een ingeklapte long. Door deze blessure zou De Jong naar de verwachting nog eens twee maanden uit de roulatie zijn. Zijn rentree maakte De Jong op 25 april 2015 in de competitiewedstrijd tegen Swansea City die met 3-2 werd verloren. De Jong kwam na ruim 70 minuten spelen in het veld voor Remy Cabella. Tien minuten later scoorde De Jong meteen zijn eerste officiële doelpunt voor Newcastle.
Onder trainer Steve McClaren, die in de voorbereiding op het seizoen 2015/16 werd aangesteld, moest De Jong het vooral doen met invalbeurten. Begin november maakte Newcastle kenbaar dat het De Jong, ondanks zijn beperkte inbreng, niet zou willen laten vertrekken. McClaren gaf aan dat hij zeer tevreden was met de instelling van De Jong. In de thuiswedstrijd tegen Liverpool op 6 december 2015 kreeg De Jong zijn eerste basisplaats van dat seizoen. Hij werd na 68 minuten spelen vervangen door Ayoze Pérez. Newcastle wist deze wedstrijd met 2-0 te winnen. De Jong sloot het seizoen 2015/16 bij Newcastle United af met degradatie naar de Championship. Nadat directe concurrent Sunderland op 11 mei 2016 won van Everton werd het voor Newcastle één speelronde voor het einde van de competitie onmogelijk om nog boven de degradatiestreep te komen.

### PSV
De Jong kreeg in augustus 2016 een aanbieding van PSV, waarvoor zijn broer Luuk op dat moment al speelde. Omdat Newcastle-trainer Rafael Benítez hem op dat moment niet zag als basisspeler, wilde hij graag terugkeren naar de Eredivisie. Hij legde de stand van zaken daarop eerst voor aan Ajax, waar Peter Bosz een maand eerder Frank de Boer had opgevolgd als trainer. Bosz gaf echter aan dat hij al voldoende middenvelders tot zijn beschikking had. De Jong ging vervolgens in op het aanbod van PSV. De Eindhovense club huurde hem in augustus 2016 voor een jaar van Newcastle United. Daarmee behoorden de broers De Jong voor het eerst in hun carrière tot de selectie van dezelfde profclub.
De Jong maakte op 9 september 2016 zijn debuut in het shirt van de Eindhovense club. Hij speelde die dag met Jong PSV een wedstrijd in de Eerste divisie uit bij NAC Breda. Daarbij maakte hij in de 28e minuut vanuit een vrije trap 0-1. De wedstrijd eindigde in 1-1. De Jong debuteerde op 21 september 2016 in het eerste elftal van PSV, tijdens een met 4-0 gewonnen wedstrijd in de eerste ronde van het toernooi om de KNVB beker, thuis tegen Roda JC Kerkrade. Hij stond die dag centraal in de aanval, op de positie van zijn geschorste broer. De Jongs eerste competitiewedstrijd in de hoofdmacht van PSV volgde op 24 september 2016. Hij viel in de 84e minuut in voor Andrés Guardado tijdens een met 1-3 gewonnen wedstrijd uit bij Excelsior. Zijn broer en hij speelden die dag voor het eerst samen in het eerste elftal van een profclub. De Jong maakte op 10 december 2016 zijn eerste doelpunt voor PSV, de 1-0 tijdens een competitiewedstrijd thuis tegen Go Ahead Eagles. Dat was die dag ook het winnende doelpunt. Hij scoorde opnieuw op 18 december 2016, tijdens een competitiewedstrijd die in 1-1 eindigde uit bij Ajax. Hierin maakte hij in de tachtigste minuut gelijk. De Jong scoorde gedurende het seizoen uiteindelijk zes keer in negentien competitiewedstrijden, waaronder twee keer thuis tegen Roda JC Kerkrade (eindstand 4-0) en de winnende thuis tegen Vitesse (1-0). Ook in Eindhovense dienst kampte hij regelmatig met blessures. Hij eindigde dat jaar met PSV op de derde plaats in de Eredivisie.

### Terug naar Ajax
De Jong tekende in augustus 2017 een driejarig contract bij Ajax, waar hij na drie seizoenen terugkeerde. Dit seizoen (2017/18) kwam hij in de meeste eredivisiewedstrijden wel in actie, maar meestal als invaller, en slechts vier keer als basisspeler.

### Sydney FC
In de zomer van 2018 werd De Jong voor een jaar verhuurd aan Sydney FC. Hij maakte op 19 september 2018 zijn debuut in de hoofdmacht van de Australische club, in de kwartfinale van de FFA cup, uit tegen Avondale FC. De wedstrijd eindigde na verlenging in 2-4. Op 6 oktober 2018 maakte De Jong zijn eerste doelpunt voor Sydney FC, in de met 0-3 gewonnen halve finale van de FFA Cup, uit tegen Western Sydney Wanderers. Op 19 oktober 2018 speelde De Jong zijn eerste competitiewedstrijd voor Sydney FC. Hij speelde die dag negentig minuten mee in de met 1-1 gelijkgespeelde uitwedstrijd tegen Adelaide United. op 15 december 2018 maakte De Jong zijn eerste doelpunt in de competitie, in de met 1-3 gewonnen uitwedstrijd tegen Western Sydney Wanderers. De Jong scoorde gedurende het seizoen uiteindelijk vier doelpunten in vijftien competitiewedstrijden. Hij kon niet rekenen op een langer verblijf in Sydney en keerde in de zomer van 2019 terug bij Ajax.

### Ajax
Tijdens seizoen 2019/20 had De Jong een beperkte rol binnen het team van Ajax, waarbinnen hij vooral invalbeurten kreeg. Tijdens de bekerwedstrijd tegen SV Spakenburg stond hij in de basis en maakte Siem de Jong een hattrick.

### FC Cincinnati
In februari 2020 verliet De Jong Ajax transfervrij om te gaan spelen voor FC Cincinnati in Major League Soccer (MLS). Hij scoorde niet en zijn contract werd in november 2020 niet verlengd.

### sc Heerenveen
In december 2020 tekende De Jong voor anderhalf seizoen een contract bij sc Heerenveen. Op 10 januari 2021 maakte De Jong zijn competitiedebuut in de met 1–3 verloren thuiswedstrijd tegen Fortuna Sittard.

### De Graafschap
Op 16 juni 2022 werd bekend dat De Jong zijn loopbaan ging vervolgen bij De Graafschap. Bij deze club tekende hij na een transfervrij vertrek bij sc Heerenveen een contract voor één seizoen met een optie voor een extra jaar. In de maand ervoor waren er al signalen over een mogelijke terugkeer bij zijn jeugdclub. In mei 2023 kondigde De Jong zijn pensioen als betaald voetballer aan. Een dag later op vrijdag 19 mei 2023 speelde hij zijn laatste wedstrijd. In de thuiswedstrijd tegen FC Den Bosch nam hij de eerste twee doelpunten van de wedstrijd voor zijn rekening.

## Vervolgcarrière
Na zijn actieve loopbaan was De Jong te zien als analist bij Viaplay. Ook startte hij samen met onder andere broer Luuk en Jan Vertonghen een bedrijf dat betaaldvoetbalclubs helpt bij het opzetten van maatschappelijke initiatieven.

## Clubstatistieken
| Seizoen         | Club             | Competitie      | Competitie | Competitie | Beker | Beker | Internationaal | Internationaal | Overig | Overig | Totaal | Totaal |
| Seizoen         | Club             | Competitie      | Wed.       | Dlp.       | Wed.  | Dlp.  | Wed.           | Dlp.           | Wed.   | Dlp.   | Wed.   | Dlp.   |
| --------------- | ---------------- | --------------- | ---------- | ---------- | ----- | ----- | -------------- | -------------- | ------ | ------ | ------ | ------ |
| 2007/08         | Ajax             | Eredivisie      | 22         | 2          | 3     | 0     | 0              | 0              | 2      | 0      | 27     | 2      |
| 2008/09         | Ajax             | Eredivisie      | 10         | 1          | 2     | 0     | 4              | 0              | 0      | 0      | 16     | 1      |
| 2009/10         | Ajax             | Eredivisie      | 22         | 10         | 6     | 6     | 7              | 1              | 0      | 0      | 35     | 17     |
| 2010/11         | Ajax             | Eredivisie      | 32         | 12         | 6     | 3     | 13             | 1              | 1      | 0      | 52     | 16     |
| 2011/12         | Ajax             | Eredivisie      | 29         | 13         | 3     | 3     | 6              | 1              | 1      | 0      | 39     | 17     |
| 2012/13         | Ajax             | Eredivisie      | 34         | 12         | 4     | 1     | 8              | 3              | 1      | 0      | 47     | 16     |
| 2013/14         | Ajax             | Eredivisie      | 19         | 7          | 2     | 1     | 6              | 0              | 1      | 1      | 28     | 9      |
| 2014/15         | Newcastle United | Premier League  | 4          | 1          | 1     | 0     | —              | —              | —      | —      | 5      | 1      |
| 2015/16         | Newcastle United | Premier League  | 18         | 0          | 3     | 1     | —              | —              | —      | —      | 21     | 1      |
| 2016/17         | → PSV            | Eredivisie      | 19         | 6          | 1     | 0     | 3              | 0              | 0      | 0      | 23     | 6      |
| 2017/18         | Ajax             | Eredivisie      | 21         | 4          | 3     | 3     | 0              | 0              | 0      | 0      | 24     | 7      |
| 2018/19         | → Sydney FC      | A-League        | 15         | 4          | 2     | 1     | 2              | 1              | 2      | 0      | 21     | 6      |
| 2019/20         | Ajax             | Eredivisie      | 3          | 0          | 1     | 3     | 4              | 0              | 0      | 0      | 8      | 3      |
| 2020/21         | FC Cincinnati    | MLS             | 13         | 0          | 0     | 0     | 0              | 0              | 3      | 0      | 16     | 0      |
| 2020/21         | SC Heerenveen    | Eredivisie      | 19         | 4          | 3     | 2     | 0              | 0              | 0      | 0      | 22     | 6      |
| 2021/22         | SC Heerenveen    | Eredivisie      | 27         | 0          | 3     | 1     | 0              | 0              | 0      | 0      | 30     | 1      |
| 2022/23         | De Graafschap    | Eerste Divisie  | 26         | 5          | 2     | 1     | 0              | 0              | 0      | 0      | 28     | 6      |
| Carrière totaal | Carrière totaal  | Carrière totaal | 333        | 80         | 45    | 28    | 53             | 7              | 11     | 1      | 446    | 116    |

Bijgewerkt t/m 19 mei 2023.

## Interlandcarrière
Jeugelftallen
Als jeugdinternational speelde De Jong voor zowel het Nederlands team onder 15, 17, 18 en 20 jaar één vriendschappelijke wedstrijd. Met het team onder 19 jaar speelde hij mee met de kwalificatiewedstrijden voor het EK onder 19 in 2007 en 2008. Voor beide eindtoernooien wist De Jong zich met Nederland niet te plaatsen.
| Jeugdinterlands van Siem de Jong | Jeugdinterlands van Siem de Jong | Jeugdinterlands van Siem de Jong | Jeugdinterlands van Siem de Jong | Jeugdinterlands van Siem de Jong | Jeugdinterlands van Siem de Jong |
| Team (№ interlands)              | Datum                            | Wedstrijd                        | Uitslag                          | Soort wedstrijd                  | Doelpunten                       |
| Als speler van De Graafschap     | Als speler van De Graafschap     | Als speler van De Graafschap     | Als speler van De Graafschap     | Als speler van De Graafschap     | Als speler van De Graafschap     |
| -------------------------------- | -------------------------------- | -------------------------------- | -------------------------------- | -------------------------------- | -------------------------------- |
| Onder 15 (1.)                    | 21 april 2004                    | Polen - Nederland                | 0 – 5                            | Vriendschappelijk                |                                  |
| Als speler van Ajax              |                                  |                                  |                                  |                                  |                                  |
| Onder 17 (1.)                    | 26 april 2006                    | Luxemburg - Nederland            | 0 – 1                            | Vriendschappelijk                |                                  |
| Onder 18 (1.)                    | 7 februari 2007                  | Ierland - Nederland              | 0 – 0                            | Vriendschappelijk                |                                  |
| Onder 19 (1.)                    | 15 mei 2007                      | Tsjechië - Nederland             | 0 – 2                            | EK-kwalificatie '07              |                                  |
| Onder 19 (2.)                    | 17 mei 2007                      | Engeland - Nederland             | 1 – 2                            | EK-kwalificatie '07              |                                  |
| Onder 19 (3.)                    | 20 mei 2007                      | Nederland - Rusland              | 0 – 0                            | EK-kwalificatie '07              |                                  |
| Onder 19 (4.)                    | 18 oktober 2007                  | Nederland - Georgië              | 2 – 1                            | EK-kwalificatie '08              | 83'                              |
| Onder 19 (5.)                    | 20 oktober 2007                  | Nederland - Letland              | 2 – 0                            | EK-kwalificatie '08              |                                  |
| Onder 19 (6.)                    | 23 oktober 2007                  | Noorwegen - Nederland            | 3 – 1                            | EK-kwalificatie '08              | 11'                              |
| Onder 20 (1.)                    | 10 oktober 2008                  | Oekraïne - Nederland             | 0 – 0                            | Vriendschappelijk                |                                  |

Jong Oranje
Op 12 november 2007 riep bondscoach Foppe de Haan De Jong voor het eerst op voor Jong Oranje. Dankzij een hamstringblessure van Luigi Bruins maakte hij op 16 november 2007 in de Goffert in Nijmegen tegen Jong Macedonië zijn debuut. Hij speelde 90 minuten. Op 4 september 2009 scoorde De Jong zijn eerste interlandoelpunt voor Jong Oranje, in een EK-kwalificatieduel tegen Jong Finland (2-0 winst). De Jong ging niet mee naar de Olympische Spelen van 2008 in Peking. In totaal kwam hij twaalf keer in actie voor Jong Oranje. Hierin wist hij vier keer te scoren.
| Interlands van Siem de Jong Jong Oranje | Interlands van Siem de Jong Jong Oranje | Interlands van Siem de Jong Jong Oranje | Interlands van Siem de Jong Jong Oranje | Interlands van Siem de Jong Jong Oranje | Interlands van Siem de Jong Jong Oranje |
| №                                       | Datum                                   | Wedstrijd                               | Uitslag                                 | Soort wedstrijd                         | Doelpunten                              |
| Als speler van Ajax                     | Als speler van Ajax                     | Als speler van Ajax                     | Als speler van Ajax                     | Als speler van Ajax                     | Als speler van Ajax                     |
| --------------------------------------- | --------------------------------------- | --------------------------------------- | --------------------------------------- | --------------------------------------- | --------------------------------------- |
| 1.                                      | 16 november 2007                        | Nederland - Macedonië                   | 1 – 0                                   | EK-kwalificatie 2009                    |                                         |
| 2.                                      | 23 mei 2008                             | Nederland - Zwitserland                 | 0 – 1                                   | EK-kwalificatie 2009                    |                                         |
| 3.                                      | 5 september 2008                        | Nederland - Noorwegen                   | 1 – 1                                   | EK-kwalificatie 2009                    |                                         |
| 4.                                      | 9 september 2008                        | Zwitserland - Nederland                 | 1 – 0                                   | EK-kwalificatie 2009                    |                                         |
| 5.                                      | 11 augustus 2009                        | Nederland - Engeland                    | 0 – 0                                   | Vriendschappelijk                       |                                         |
| 6.                                      | 4 september 2009                        | Nederland - Finland                     | 2 – 0                                   | EK-kwalificatie 2011                    | 16'                                     |
| 7.                                      | 9 oktober 2009                          | Finland - Nederland                     | 0 – 1                                   | EK-kwalificatie 2011                    |                                         |
| 8.                                      | 13 oktober 2009                         | Polen - Nederland                       | 0 – 4                                   | EK-kwalificatie 2011                    |                                         |
| 9.                                      | 13 november 2009                        | Nederland - Liechtenstein               | 3 – 0                                   | EK-kwalificatie 2011                    | 8'                                      |
| 10.                                     | 3 maart 2010                            | Nederland - Polen                       | 3 – 2                                   | EK-kwalificatie 2011                    | 75'                                     |
| 11.                                     | 18 mei 2010                             | Portugal - Nederland                    | 3 – 1                                   | Vriendschappelijk                       | 56'                                     |
| 12.                                     | 21 mei 2010                             | Portugal - Nederland                    | 0 – 0                                   | Vriendschappelijk                       |                                         |

Nederland B
In 2008 werd er voor het eerst sinds 1989 weer een wedstrijd georganiseerd voor Nederland B. De Jong werd voor deze wedstrijd opgenomen in de selectie en op 19 november 2008 maakte hij zijn debuut voor Nederland B in een wedstrijd tegen Jong Zweden (0-3 verlies). In 2009 werden er opnieuw 2 wedstrijd georganiseerd en opnieuw werd de Jong opgenomen in de selectie. In de wedstrijd tegen Jong Italië scoorde Siem de Jong zijn eerste interland doelpunt voor Nederland B.
| Interlands van Siem de Jong Nederland B | Interlands van Siem de Jong Nederland B | Interlands van Siem de Jong Nederland B | Interlands van Siem de Jong Nederland B | Interlands van Siem de Jong Nederland B | Interlands van Siem de Jong Nederland B |
| №                                       | Datum                                   | Wedstrijd                               | Uitslag                                 | Soort wedstrijd                         | Goals                                   |
| Als speler van Ajax                     | Als speler van Ajax                     | Als speler van Ajax                     | Als speler van Ajax                     | Als speler van Ajax                     | Als speler van Ajax                     |
| --------------------------------------- | --------------------------------------- | --------------------------------------- | --------------------------------------- | --------------------------------------- | --------------------------------------- |
| 1.                                      | 19 november 2008                        | Nederland - Zweden                      | 0 – 3                                   | Vriendschappelijk                       | 0                                       |
| 2.                                      | 27 maart 2009                           | Nederland - Duitsland                   | 4 – 0                                   | Vriendschappelijk                       | 0                                       |
| 3.                                      | 31 maart 2009                           | Nederland - Italië                      | 1 – 1                                   | Vriendschappelijk                       | 22'                                     |

Nederland
De Jong debuteerde op 11 augustus 2010 in het Nederlands voetbalelftal in een oefeninterland tegen Oekraïne. Bondscoach Bert van Marwijk gunde 22 van de 23 spelers van de selectie van het Wereldkampioenschap voetbal 2010 rust en selecteerde in plaats daarvan zeventien anderen, onder wie De Jong. Hij maakte deel uit van de voorlopige selectie voor het EK 2012, maar viel op zaterdag 26 mei 2012 af voor de definitieve 23-koppige selectie, net als Vurnon Anita, Jeremain Lens en Adam Maher. Zijn goede prestaties bij Ajax gedurende het seizoen 2012/13 bleven niet onopgemerkt bij bondscoach Louis van Gaal. Op 7 maart 2013 werd de Jong geselecteerd voor de voorselectie voor WK-kwalificatieduels met Estland en Roemenië. Uiteindelijk kreeg de Jong op 15 maart 2013 ook een uitnodiging voor de definitieve selectie. Op 26 maart 2013 maakte Siem de Jong, 3 jaar na zijn debuut, weer minuten in het Nederlands elftal. In de WK-kwalificatiewedstrijd tegen Roemenië mocht hij 5 minuten voor tijd invallen voor Robin van Persie. Hij maakte zijn eerste twee doelpunten in de met 0-3 gewonnen wedstrijd tegen Indonesië op 7 juni 2013. In augustus 2013 werd De Jong door Van Gaal opgenomen in de voorselectie van het Nederlands elftal voor een vriendschappelijke interland op 14 augustus tegen Portugal, maar behoorde niet tot de uiteindelijke 22-koppige selectie. De Jong zette begin mei 2014 door gebrek aan fitheid noodgedwongen een streep door deelname aan het WK.
| Interlands van Siem de Jong voor Nederland | Interlands van Siem de Jong voor Nederland | Interlands van Siem de Jong voor Nederland | Interlands van Siem de Jong voor Nederland | Interlands van Siem de Jong voor Nederland | Interlands van Siem de Jong voor Nederland |
| №                                          | Datum                                      | Wedstrijd                                  | Uitslag                                    | Soort wedstrijd                            | Doelpunten                                 |
| Als speler van Ajax                        | Als speler van Ajax                        | Als speler van Ajax                        | Als speler van Ajax                        | Als speler van Ajax                        | Als speler van Ajax                        |
| ------------------------------------------ | ------------------------------------------ | ------------------------------------------ | ------------------------------------------ | ------------------------------------------ | ------------------------------------------ |
| 1.                                         | 11 augustus 2010                           | Oekraïne – Nederland                       | 1 – 1                                      | Vriendschappelijk                          | 0                                          |
| 2.                                         | 26 maart 2013                              | Nederland – Roemenië                       | 4 – 0                                      | Kwalificatie WK 2014                       | 0                                          |
| 3.                                         | 7 juni 2013                                | Indonesië – Nederland                      | 0 – 3                                      | Vriendschappelijk                          | 57', 67'                                   |
| 4.                                         | 11 juni 2013                               | China – Nederland                          | 0 – 2                                      | Vriendschappelijk                          | 0                                          |
| 5.                                         | 16 november 2013                           | Japan – Nederland                          | 2 – 2                                      | Vriendschappelijk                          | 0                                          |
| 6.                                         | 19 november 2013                           | Nederland – Colombia                       | 0 – 0                                      | Vriendschappelijk                          | 0                                          |

## Erelijst
| Competitie           | Aantal | Jaren                              |      |      |
| Ajax                 | Ajax   | Ajax                               | Ajax | Ajax |
| -------------------- | ------ | ---------------------------------- | ---- | ---- |
| Eredivisie           | 4x     | 2010/11, 2011/12, 2012/13, 2013/14 |      |      |
| KNVB beker           | 1x     | 2009/10                            |      |      |
| Johan Cruijff Schaal | 2x     | 2013, 2019                         |      |      |
| Sydney FC            |        |                                    |      |      |
| A-League             | 1x     | 2018/19                            |      |      |

Individueel
| Nederland             |      |                      |
| Ajax club van honderd | 275W | 2007-2014, 2017-2020 |
| Ajax clubtopscorer    | 2x   | 2011/12, 2012/13     |